# 佛頭港崇福宮
22°59′55″N 120°11′47″E / 22.99865°N 120.19627°E
佛頭港崇福宮位於臺灣臺南市中西區，是主祀玄天上帝的廟宇，因而俗稱「上帝公廟」或「上帝公口」。也是佛頭港大崙蔡宗族的信仰中心。該廟原為坐北向南，面向佛頭港。而在廟前的港道上，曾有座樂安橋。
廟中陪祀護佑懷孕婦女與胎兒的「註胎娘娘」，與一般廟宇常見的註生娘娘不同，也是該廟特色之一。

## 沿革
崇福宮的創建年代一說是清乾隆廿七年（1762年），另有清道光五年（1825年）的說法、道光廿九年（1849年）的說法。據廟方說法，該廟前身是蔡家宗祠「崇福祠」，玄天上帝則是蔡家祖先在乾隆元年（1736年）迎來。
該廟創建後，在道光廿九年（1849年）重建。日治時期於大正十四年（1925年）重建，並將廟宇坐向改為坐南向北。二次大戰後，於民國35年（1946年）將屋頂形式從平頂改為歇山頂。民國72年（1983年）再次重建，兩年後（1985年）舉行啟建慶成祈安清醮大典。後來民國82年（1993年）重建拜亭。
民國86年（1997年）崇福宮舉行了五朝王獻三朝祈安清醮大典，除了建造王船外還舉辦佛頭港文化季。

## 建築
歇山拜亭、硬山三川殿和硬山正殿相連，空間狹長。混凝土結構，三川殿、神龕保留部分石、木結構舊建材。

## 其他
臺灣府城有俗諺「蔡拼蔡，神主牌摃摃破」，反應了過去佛頭港大崙蔡與前埔蔡（以聚福宮為信仰中心）兩族互爭地盤的歷史。據說兩族互相械鬥，鬧到把對方的神主牌打壞後才發現兩家是同姓。而雙方在嘉慶廿一年（1816年）的確因為競爭挑運貨物的生意發生衝突，進而擴大成械鬥，波及整個佛頭港街店家。最後此事驚動官府介入，臺灣縣知縣溫溶並在佛頭港立「嚴禁佛頭港貨物分界獨挑碑記」（現存於南門公園碑林），禁止雙方再劃分地盤，改由貨主自行決定要請哪一方來搬貨。